# Majjhima-Nikaya
De Majjhima-Nikaya ("Verzameling van middellange verhandelingen") is een verzameling boeddhistische geschriften, de tweede van de vijf nikayas, of verzamelingen, in de Suttapitaka, een van de "drie manden" waaruit de Pali-canon (lett. "Drie manden") bestaat van het Theravada. Het werd samengesteld tussen de 3e eeuw voor Christus en de 2e eeuw na Christus. Deze nikaya bestaat uit 152 verhandelingen die worden toegeschreven aan Gautama Boeddha en zijn belangrijkste volgelingen.
De Majjhima Nikaya komt overeen met de Madhyama Āgama gevonden in de Sutra Piṭaka's van verschillende Sanskritische vroeg-boeddhistische scholen, waarvan fragmenten bewaard zijn gebleven in het Sanskriet en in Tibetaanse vertalingen. Een volledige Chinese vertaling van de Sarvastivādin-recensie verschijnt in de Chinese boeddhistische canon, waar het bekend staat als de Zhōng Ahánjīng (中阿含經). De Madhyama Āgama van de Sarvastivāda-school bevat 222 soetra's, in tegenstelling tot de 152 soetra's in de Pāli Majjhima Nikāya.